# 小西大介
小西 大介（こにし だいすけ、1987年6月27日 - ）は日本のスポーツクライマー。
岡山県出身。中学2年生13歳からASPO(アクションスポーツパーク岡山)でクライミングを開始。
2006年には第9回JOCジュニアオリンピックカップ大会 南砺（日本）開催種目  リードで優勝。
| スタブアイコン | サブスタブ | この項目は、まだ閲覧者の調べものの参照としては役立たない、スポーツ関係者に関連した書きかけの項目です。この項目を加筆・訂正などしてくださる協力者を求めています（P:スポーツ/PJ:スポーツ人物伝）。 |